# Hermann Fegelein
Hans Otto Georg Hermann Fegelein, nemški general in visoki poveljnik, * 30. oktober 1906, Ansbach, Kraljevina Bavarska, Nemško cesarstvo, † 28. april 1945, Berlin, Tretji rajh. 
Fegelein je bil visoki poveljnik v nacistični Nemčiji. Bil je član spremstva Adolfa Hitlerja in svak Eve Braun po poroki z njeno sestro Gretl. Fegelein se je leta 1925 pridružil konjeniškemu polku Reichswehra in 10. aprila 1933 prestopil v SS. Postal je vodja konjeniške skupine SS in je bil zadolžen za priprave na konjeniške prireditve na olimpijskih igrah v Berlinu leta 1936. Poskušal je sam tekmovati za olimpijsko konjeniško ekipo, vendar je v kvalifikacijskih krogih izpadel.
Septembra 1939, po napadu na Poljsko in s tem začetkom druge svetovne vojne, je Fegelein poveljeval SS Totenkopf Reiterstandarte (konjski polk smrti glave). V Varšavi so bili garnizirani do decembra istega leta. Maja in junija 1940 je sodeloval v bitki pri Belgiji in Franciji kot član SS-Verfügungstruppe (pozneje preimenovan v Waffen-SS). Za zasluge v teh akcijah je bil 15. decembra 1940 odlikovan z železnim križem 2. razreda. Enote pod njegovim poveljstvom na vzhodni fronti leta 1941 so bile odgovorne za smrt več kot 17.000 civilistov med kazensko operacijo v močvirju Pripjat v Beloruski SSR. Kot poveljnik 8. konjeniške divizije SS Florian Geyer je bil leta 1943 vključen v operacije proti partizanom in obrambne operacije proti Rdeči armadi, za kar je bil bronasto Sponko za bližnji boj.
Potem ko se je Fegelein huje poškodoval septembra 1943, ga je Heinrich Himmler premestil v Hitlerjevo štabno službo kot svojega častnika za zvezo in predstavnika SS. Fegelein je bil navzoč pri neuspelem atentatu na Hitlerja 20. julija 1944. V zadnjih mesecih vojne je bil v službi pri Hitlerjevem podzemnem bunkerju v Berlinu, 28. aprila 1945, dva dni pred Hitlerjevim samomorom, pa je bil ustreljen zaradi dezerterstva. Fegelein je bil oportunist, ki se je navdušil nad Himmlerjem, ki mu je podelil najboljše naloge in hitra napredovanja. Novinar William L. Shirer in zgodovinar Sir Ian Kershaw ga označujeta za ciničnega in neuglednega. Albert Speer ga je označil za »enega najbolj gnusnih ljudi v Hitlerjevem krogu«.